# Villemontoire
Villemontoire település Franciaországban, Aisne megyében. Lakosainak száma 210 fő (2022. január 1.). Villemontoire Buzancy, Hartennes-et-Taux, Parcy-et-Tigny, Vierzy és Bernoy-le-Château községekkel határos.

## Népesség
A település népessége az elmúlt években az alábbi módon változott:
| Lakosok száma | 207  | 201  | 221  | 210  | 197  | 191  | 186  | 186  | 191  | 210  |
|               | 1968 | 1982 | 1990 | 2006 | 2013 | 2015 | 2017 | 2019 | 2020 | 2022 |